# Angelina (football)
Pour l’article homonyme, voir Angelina.
Angelina, de son nom complet Angelina Alonso Costantino, née le 26 janvier 2000 à Jersey City aux États-Unis, est une joueuse internationale brésilienne de football jouant au poste de milieu de terrain avec le Pride d'Orlando.

## Biographie
Angelina commence le football dans une école de Jacarepaguá, à l'ouest de Rio de Janeiro.

### Carrière en club
Elle commence sa carrière à Vasco da Gama, avant de rejoindre Santos en 2016. Avec le club, elle remporte le championnat du Brésil en 2017.
Elle est recrutée par Palmeiras en 2020, avec qui elle atteint les demi-finales de Série A1.
En janvier 2021, elle rejoint la NWSL et devient la première joueuse brésilienne de l'histoire de l'OL Reign. Sa double-nationalité américaine permet au club d'économiser une place d'extra-communautaire.
Début 2024, elle signe au Pride d'Orlando, où elle retrouve ses compatriotes Marta, Luana, Rafaelle et Adriana.

### Carrière internationale
Avec la sélection brésilienne des moins de 20 ans, Angelina est capitaine de la sélection brésilienne des moins de 20 ans, et remporte la Copa America U20 en 2018.
Elle fait ses débuts avec l'équipe A à l'occasion des Jeux olympiques de Tokyo, profitant du forfait d'Adriana. Le Brésil est éliminé en quarts de finale aux tirs au but par les futures championnes olympiques canadiennes.

## Statistiques
| Saison                | Club                  | Championnat           | Championnat | Championnat | Coupe(s) nationale(s) | Coupe(s) nationale(s) | Brésil | Brésil | Total | Total |
| Saison                | Club                  | Division              | M.          | B.          | M.                    | B.                    | M.     | B.     | M.    | B.    |
| 2017                  | Santos FC             | Série A1              | 3           | 0           | -                     | -                     | -      | -      | 3     | 0     |
| 2018                  | Santos FC             | Série A1              | 5           | 0           | -                     | -                     | -      | -      | 5     | 0     |
| 2019                  | Santos FC             | Série A1              | 16          | 1           | -                     | -                     | -      | -      | 16    | 1     |
| Sous-total            | Sous-total            | Sous-total            | 24          | 0           | -                     | -                     | -      | -      | 24    | 0     |
| 2020                  | SE Palmeiras          | Série A1              | 14          | 0           | -                     | -                     | -      | -      | 14    | 0     |
| Sous-total            | Sous-total            | Sous-total            | 14          | 0           | -                     | -                     | -      | -      | 14    | 0     |
| 2021                  | OL Reign              | NWSL                  | 16          | 0           | 3                     | 0                     | 6      | 1      | 25    | 1     |
| 2022                  | OL Reign              | NWSL                  | 0           | 0           | 0                     | 0                     | 0      | 0      | 0     | 0     |
| Sous-total            | Sous-total            | Sous-total            | 16          | 0           | 3                     | 0                     | 6      | 1      | 25    | 1     |
| Total sur la carrière | Total sur la carrière | Total sur la carrière | 54          | 0           | 3                     | 0                     | 6      | 1      | 63    | 1     |

## Palmarès

### En club
Santos FC
- Copa Libertadores :
  - Finaliste en 2018
- Série A1 :
  - Vainqueur en 2017
- Paulista :
  - Vainqueur en 2018
  - Finaliste en 2017

### En sélection
Brésil
- Tournoi international de football féminin :
  - Vainqueur en 2021

 Brésil U20
- Copa America U20
  - Vainqueur en 2018

### Distinctions personnelles
- Jeune joueuse de l'année de l'IFFHS CONMEBOL en 2020